# WebFish
Der WebFish ist eine Auszeichnung der Evangelischen Kirche in Deutschland (EKD), die seit 1996 einmal im Jahr von einer Jury für die beste christliche Webseite vergeben wurde. Er wird gemeinsam getragen von der EKD und dem Gemeinschaftswerk der Evangelischen Publizistik. Seit 2014 wird der WebFish nicht weiter verliehen, er befindet sich in „eine[r] regenerative[n] Pause“.

## Vergabe
Verliehen wurde der WebFish in Gold, Silber und Bronze. Diese ersten drei Plätze sind mit Geldpreisen verbunden (1500 Euro, 1000 Euro, 500 Euro). Der WebFish „Innovation“ wurde für ein Internet-Angebot vergeben, das nicht allen formulierten Kriterien entspricht, das aber eine wegweisende und ausgezeichnete „Innovation“ verwirklicht hat. Der WebFish „Innovation“ und der WebFish „Förderpreis“ wurden nicht in jedem Jahr automatisch vergeben. Zuletzt floss in das Juryvotum auch das Ergebnis einer Internetbefragung ein, dort konnte unter zehn Nominierten ausgewählt werden.

## Preisträger
| Jahr      | Gold                                                         | Silber                                                      | Bronze                                                                                         |
| --------- | ------------------------------------------------------------ | ----------------------------------------------------------- | ---------------------------------------------------------------------------------------------- |
| 1996–1997 | 500 Jahre Philipp Melanchthon                                | Blankenese Online                                           | RU – Wissen und Meinung                                                                        |
| 1997–1998 | Evangelische Kirchengemeinde Heuchelheim                     | Goethe Schule Wetzlar                                       | Jesusfreaks                                                                                    |
| 1998–1999 | Evangelische Jugend Oldenburg                                | Falkenbergkirche Norderstedt                                | Elisabethkirchengemeinde Marburg                                                               |
| 1999–2000 | Nightlight Station                                           | Jesus.at                                                    | United Church of Christ                                                                        |
| 2000–2001 | Gemeinschafts-Diakonissen-Mutterhaus Hensoltshöhe            | Kirche in und um Chemnitz                                   | Ev.-luth. Kirchengemeinde Harsefeld                                                            |
| 2001–2002 | konfiweb.de                                                  | Kindergarten Apfelbäumchen                                  | Martin Luther und die Reformation – Klassen 7a und b der Eichendorff-Schule in Wetzlar-Dalheim |
| 2002–2003 | Kältehilfe der Stadtmission Berlin                           | Kirchenkreis Lübbecke                                       | Kirchengemeinde Grunewald                                                                      |
| 2004      | Sophiengemeinde im Herzen Berlins                            | Nikodemus erklärt die Welt                                  | Grooves und Träume                                                                             |
| 2005      | Jungscharlager des Evangelischen Jugendwerkes in Württemberg | Klosterkirche Lippoldsberg                                  | Ev. Leonhardsgemeinde Stuttgart                                                                |
| 2006      | Frankfurt evangelisch                                        | Evangelische Kirchengemeinde Eppelheim / Baden              | Glaube24.de                                                                                    |
| 2007      | BasisB                                                       | www.gedaechtniskirche-berlin.de und www.kirche-entdecken.de |                                                                                                |
| 2008      | youngspiriX.de                                               | www.paulusdom.de                                            | Evangelischer Kirchenbezirk Tübingen                                                           |
| 2009      | Kloster Nütschau                                             | Pastor Buddy                                                | Gottesdienstexperiment                                                                         |
| 2010      | CrossChannel                                                 | VolxBibel                                                   | Wie kann ich beten?                                                                            |
| 2011      | Evangelische Kirchengemeinde in Eltville-Erbach-Kiedrich     | Nordelbische Evangelisch-Lutherische Kirche                 | Diakonie-Beratungsportal                                                                       |
| 2012      | soziale-berufe.com                                           | Die Nachfolger                                              | Die Lübecker Märtyrer                                                                          |
| 2013      | Gemeindemenschen                                             | Karmeliten                                                  | TheoPop                                                                                        |

## Rezeption
Der WebFish wurde als Anerkennung der oftmals ehrenamtlichen Arbeit an Internetprojekten innerhalb und außerhalb der evangelischen Kirche durchgehend positiv wahrgenommen. Die nominierten und ausgezeichneten Projekte nahmen den Preis gerade in seiner Anfangszeit als deutliche Aufwertung ihrer Arbeit wahr. In den letzten Jahren wurde kritisiert, dass sich Laienprojekte an den gleichen Maßstäben wie hochdotierte, professionelle Projekte haben messen lassen müssen.